# 懷爾德角

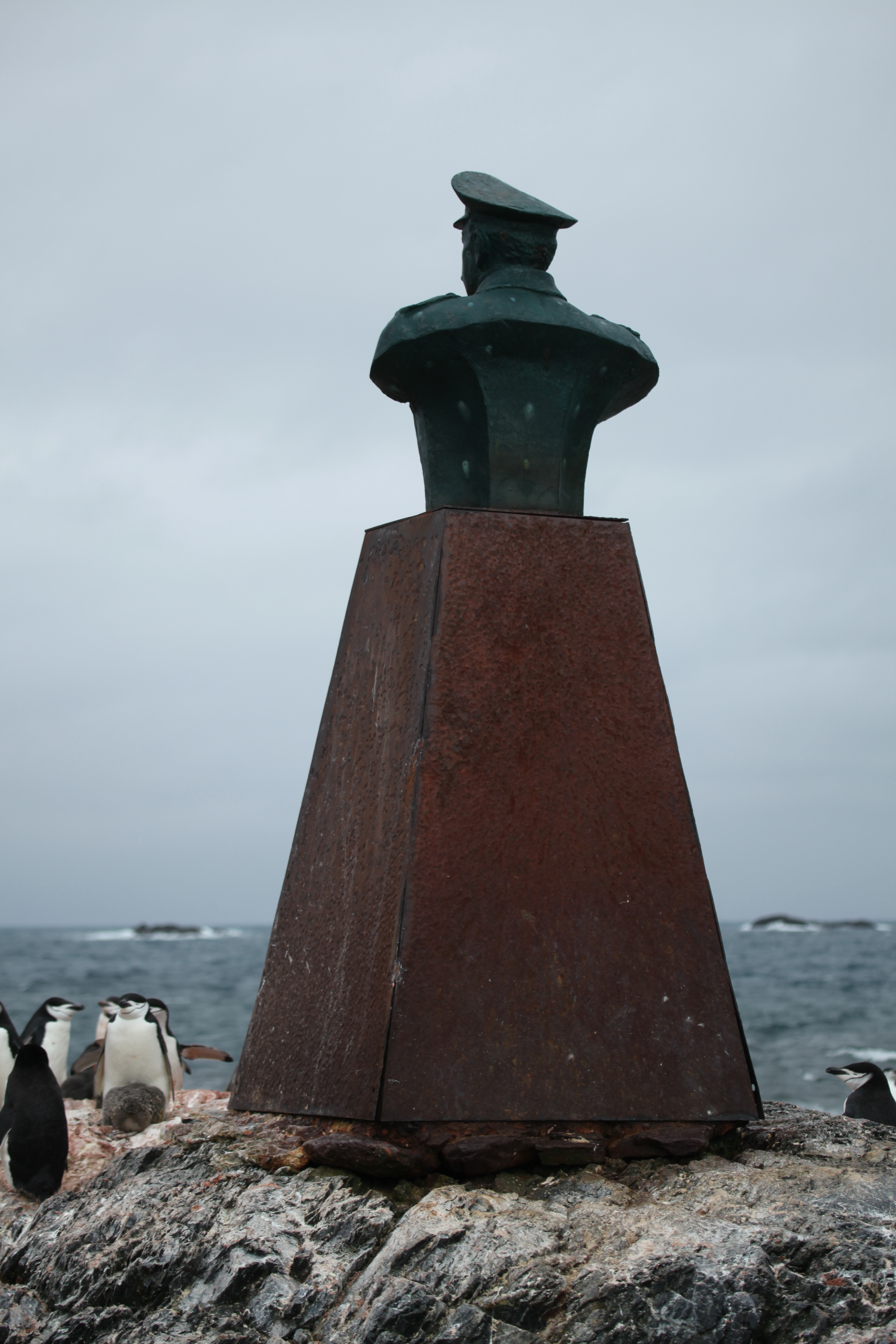

懷爾德角（英語：Point Wild）是南極洲的海岬，位於南設得蘭群島的象島北岸，處於瓦倫丁角以西11公里和薩德爾巴克角以東2公里，現時由南極條約體系管理。
61°6′S 54°52′W / 61.100°S 54.867°W